# Cairns Taipans
I Cairns Taipans sono una società cestistica avente sede a Cairns, in Australia. Fondati nel 1999, giocano nella National Basketball League.
Disputano le partite interne nel Cairns Convention Centre, che ha una capacità di 5.300 spettatori.

## Cestisti
- Michael Carrera 2017-